# Praha-Žvahov
Praha-Žvahov – stacja kolejowa w Pradze, w dzielnicy Žvahov, w Czechach. Znajduje się na linii kolejowej Praga – Rudná. Znajduje się na wysokości 255 m n.p.m.
Jest zarządzana przez Správę železnic.

## Linie kolejowe
- 122 Praha – Hostivice – Rudná u Prahy